# Polyrhachis marginata
Polyrhachis marginata är en myrart som beskrevs av Smith 1859. Polyrhachis marginata ingår i släktet Polyrhachis och familjen myror. Inga underarter finns listade i Catalogue of Life.